# هابارد (اوهایو)
هابارد(به انگلیسی: Hubbard) شهری در ایالت اوهایو کشور ایالات متحده آمریکا است که جمعیت آن در سرشماری سال ۲۰۱۰ میلادی، ۷٬۸۷۴ نفر بوده‌است.